# Козьмін (Шамотульський повіт)
Козьмін (пол. Koźmin) — село в Польщі, у гміні Обжицько Шамотульського повіту Великопольського воєводства.
Населення — 222 особи (2011).
У 1975-1998 роках село належало до Познанського воєводства.

## Демографія
Демографічна структура станом на 31 березня 2011 року:
|          | Загалом | Допрацездатний вік | Працездатний вік | Постпрацездатний вік |
| -------- | ------- | ------------------ | ---------------- | -------------------- |
| Чоловіки | 116     | 22                 | 80               | 14                   |
| Жінки    | 106     | 17                 | 65               | 24                   |
| Разом    | 222     | 39                 | 145              | 38                   |